# 湄公資本
湄公資本（英語：Mekong Capital）是一家总部位于越南胡志明市，提供专注投资越南新興企業。

## 历史
是在1994年成立，其主要業務投資非上市、上市、退出企業等，旗下基金包括湄公企業基金、湄公第二企業基金、越南映山紅基金等三家基金。至於參股企業包括：富潤珠寶等。